# División de Honor B de rugby 2018-19
La División de Honor B de rugby 2018-19 es la 21.ª edición de la segunda competición de rugby de España desde la reestructuración en 1998. El torneo es organizado por la Federación Española de Rugby, al igual que la máxima categoría.
Para esta temporada, la primera jornada se organizó para el 16 de septiembre, mientras que la última fecha de la categoría será el día 19 de mayo de 2019 según el calendario oficial.

## Sistema de competición
- Esta Competición se jugará en cada grupo por sistema de liga a doble vuelta estableciéndose la clasificación de acuerdo con lo que establece el Reglamento de Partidos y Competiciones de la FER. Algunas jornadas podrán coincidir con actividad de la Selección Nacional o Combinado Nacional. En estos casos los jugadores convocados con el Equipo Nacional o Combinado Nacional deberán estar a disposición del Seleccionador Nacional hasta que finalice la concentración, no pudiendo participar con sus clubes hasta entonces.

- Ocho equipos, los dos primeros de cada grupo junto con los dos mejores terceros participarán en la Fase de ascenso a División de Honor, que se disputará por sistema de eliminatorias a doble vuelta. Se establecerá un ranking del 1o al 8o de acuerdo con la clasificación habida en cada grupo.

- Los equipos B de clubes que actualmente compiten en División de Honor no participarán en esta fase de ascenso.

- La primera eliminatoria (cuartos de final) será con los siguientes enfrentamientos. A): 1o Primero (1) – 2o Tercero (8); B): 2o Primero (2) – 1o Tercero (7); C): 3o Primero (3) – 3o Segundo (6); D): 1o Segundo (4) – 2o Segundo (5). La segunda eliminatoria (semifinales) será E): Vencedor A) – Vencedor D) y F): Vencedor B) – Vencedor C). La tercera eliminatoria (final) Vencedor E) – Vencedor F.). En todas las eliminatorias los encuentros de vuelta se disputarán en los campos de los equipos con mejor ranking del orden inicial.

- El equipo ganador ascenderá a División de Honor en la temporada 2019/20. El perdedor jugará una eliminatoria de promoción contra el equipo clasificado en 11o lugar de División de Honor. El encuentro de vuelta en el campo del equipo de División de Honor.

- Como norma general para los tres grupos se establece que en principio desciende de cada grupo a categoría regional el equipo clasificado en el último lugar (puesto 12o) y el penúltimo clasificado (puesto 11o) jugará una promoción para la permanencia, a doble vuelta, contra el 2o clasificado de la fase de ascenso de regional a nacional. El encuentro de vuelta en el campo del equipo de División de Honor B. [1]

### Sistema de puntuación
- Cada victoria suma 4 puntos.
- Cada empate suma 2 puntos.
- Cuatro ensayos en un partido suma 1 punto de bonus.
- Perder por una diferencia de siete puntos o inferior suma 1 punto de bonus.

## Equipos participantes

### Grupo A (Norte)
| Equipo                              | Ciudad            | Entrenador   | Estadio                        | Capacidad |
| ----------------------------------- | ----------------- | ------------ | ------------------------------ | --------- |
| AVIA Eibar R. T.                    | Éibar             | Bandera de ? | Polideportivo de Ipurua        | 1000      |
| Uribealdea R. K. E.                 | Munguía / Plencia | Bandera de ? | Ardanzas Park                  | 2000      |
| Getxo Artea R. T.                   | Guecho            | Bandera de ? | Ciudad Deportiva de Fadura     | 1000      |
| Babyauto Zarautz R. T.              | Zarauz            | Bandera de ? | Campo de rugby Asti            | 800       |
| Durango Nissan-Gaursa R. T.         | Durango           | Bandera de ? | Campo de rugby Arripausueta    | 304       |
| AVK Bera Bera R. T.                 | San Sebastián     | Bandera de ? | Miniestadio de Anoeta          | 1262      |
| Campus Universitario Ourense R. C.  | Orense            | Bandera de ? | Campus Universitario de Orense | ?         |
| Kaleido Universidades de Vigo R. C. | Vigo              | Bandera de ? | Campo de rugby do CUVI         | 500       |
| CRAT Residencia RIALTA              | La Coruña         | Bandera de ? | Campo de rugby Acea de Ama     | 500       |
| VRAC Quesos Entrepinares "B"        | Valladolid        | Bandera de ? | Campos de rugby Pepe Rojo      | 5000      |
| SilverStorm El Salvador "B"         | Valladolid        | Bandera de ? | Campos de rugby Pepe Rojo      | 5000      |
| Bathco R. C.                        | Santander         | Bandera de ? | Campo municipal de San Román   | 600       |

### Grupo B (Este-Levante)
| Equipo                   | Ciudad                              | Entrenador   | Estadio                                                               | Capacidad |
| ------------------------ | ----------------------------------- | ------------ | --------------------------------------------------------------------- | --------- |
| C. R. Sant Cugat         | San Cugat del Vallés (Barcelona)    | Bandera de ? | ZEM La Guinardera                                                     | 500       |
| R. C. L'Hospitalet       | Hospitalet de Llobregat (Barcelona) | Bandera de ? | Campo de rugby Feixa Llarga                                           | 300       |
| C. N. Poble Nou          | Pueblo Nuevo (Barcelona)            | Bandera de ? | C. E. M. Mar Bella                                                    | 100       |
| Barcelona U. C.          | Barcelona                           | Bandera de ? | La Foixarda                                                           | 1200      |
| U. E. Santboiana "B"     | San Baudilio de Llobregat           | Bandera de ? | Estadi Baldiri Aleu                                                   | 3500      |
| U. E. R. Montcada        | Moncada y Reixach                   | Bandera de ? | Polideportivo La Pelosa                                               | 500       |
| CAU Valencia             | Valencia                            | Bandera de ? | Campo de rugby del Río Turia                                          | 500       |
| ANDEMEN Tatami R. C.     | Valencia                            | Bandera de ? | Campo de rugby del Río Turia                                          | 500       |
| C. P. Les Abelles        | Valencia                            | Bandera de ? | Campos de Rugby Jorge Diego Pantera, Polideportivo de Quatre Carreres | 1296      |
| R. C. Tecnidex Valencia  | Valencia                            | Bandera de ? | Campos de Rugby Jorge Diego Pantera, Polideportivo de Quatre Carreres | 1296      |
| Bantierra Fénix Zaragoza | Zaragoza                            | Bandera de ? | C. D. M. David Cañada                                                 | 1000      |
| XV Barbarians Calviá     | Calviá                              | Bandera de ? | Campo de rugby Son Caliu                                              | 500       |

### Grupo C (Centro-Sur)
| Equipo                                         | Ciudad                       | Entrenador          | Estadio                             | Capacidad |
| ---------------------------------------------- | ---------------------------- | ------------------- | ----------------------------------- | --------- |
| CRC Pozuelo – Universidad Francisco de Vitoria | Pozuelo de Alarcón (Madrid)  | José Antonio Barrio | Valle de las Cañas                  | 500       |
| Olímpico de Pozuelo R. C.                      | Pozuelo de Alarcón (Madrid)  | Bandera de ?        | Valle de las Cañas                  | 500       |
| A. D. Ing. Industriales Las Rozas              | Las Rozas de Madrid (Madrid) | Bandera de ?        | Campo de rugby El Cantizal          | 400       |
| Sanitas Alcobendas Rugby "B"                   | Alcobendas (Madrid)          | Bandera de ?        | Las Terrazas                        | 2000      |
| C. D. Arquitectura                             | Madrid                       | Bandera de ?        | Estadio Nacional Complutense        | 12 400    |
| C. R. Complutense Cisneros "B"                 | Madrid                       | Bandera de ?        | Estadio Nacional Complutense        | 12 400    |
| C. R. Liceo Francés                            | Madrid                       | Bandera de ?        | Estadio Ramon Urtubi                | 500       |
| U. R. Almería                                  | Almería                      | Bandera de ?        | Campo municipal de rugby Juan Rojas | 3000      |
| Jaén Rugby                                     | Jaén                         | Bandera de ?        | Campo de rugby Las Lagunillas       | 400       |
| Ciencias Sevilla R. C.                         | Sevilla                      | Bandera de ?        | I. D. La Cartuja                    | 3000      |
| Trocadero Marbella R. C.                       | Marbella                     | Bandera de ?        | Estadio municipal Bahías Park       | 1000      |
| Extremadura C. A. R. Cáceres                   | Cáceres                      | Bandera de ?        | C. D. El Cuartillo                  | 1134      |

## Grupos

### Grupo A
|                                                                 | Equipo                             | J  | G  | E | P  | TF  | TC   | DT   | EF  | EC  | BO | BD | Puntos |
| --------------------------------------------------------------- | ---------------------------------- | -- | -- | - | -- | --- | ---- | ---- | --- | --- | -- | -- | ------ |
| 1                                                               | Bathco R. C.                       | 22 | 20 | 0 | 2  | 937 | 274  | 663  | 139 | 33  | 18 | 1  | 99     |
| 2                                                               | Getxo Artea R. T.                  | 22 | 20 | 0 | 2  | 912 | 255  | 657  | 135 | 31  | 16 | 0  | 96     |
| 3                                                               | Campus Universitario Ourense R. C. | 22 | 15 | 0 | 7  | 723 | 373  | 350  | 110 | 49  | 15 | 4  | 79     |
| 4                                                               | AVK Bera Bera R. T.                | 22 | 16 | 0 | 6  | 667 | 455  | 212  | 96  | 63  | 13 | 1  | 78     |
| 5                                                               | CRAT Residencia RIALTA             | 22 | 15 | 0 | 7  | 713 | 493  | 220  | 104 | 66  | 14 | 3  | 77     |
| 6                                                               | Babyauto Zarautz R. T.             | 22 | 9  | 1 | 12 | 565 | 668  | -103 | 75  | 92  | 8  | 2  | 48     |
| 7                                                               | Uribealdea R. K. E.                | 22 | 8  | 0 | 14 | 406 | 675  | -269 | 53  | 101 | 6  | 2  | 40     |
| 8                                                               | VRAC Quesos Entrepinares "B"       | 22 | 6  | 2 | 14 | 442 | 598  | -156 | 62  | 86  | 5  | 6  | 39     |
| 9                                                               | AVIA Eibar R. T.                   | 22 | 6  | 1 | 15 | 504 | 802  | -298 | 70  | 118 | 9  | 4  | 39     |
| 10                                                              | SilverStorm El Salvador "B"        | 22 | 7  | 1 | 14 | 418 | 574  | -156 | 57  | 88  | 4  | 3  | 37     |
| 11                                                              | Kaleido Universidade de Vigo R. C. | 22 | 6  | 1 | 15 | 413 | 692  | -279 | 59  | 102 | 5  | 3  | 34     |
| 12                                                              | Durango Nissan-Gaursa R. T.        | 22 | 1  | 0 | 21 | 251 | 1092 | -841 | 38  | 169 | 2  | 2  | 8      |
| Fuente: Federación Española de Rugby (actualización automática) |                                    |    |    |   |    |     |      |      |     |     |    |    |        |

J:Jugados / G:Ganados / E:Empatados / P:Perdidos / TF:Tantos a Favor / TC:Tantos en Contra / DT:Diferencia / EF:Ensayos Favor / EC:Ensayos Contra / BO:Bonus Ofensivo / BD:Bonus Defensivo

### Grupo B
|                                                                 | Equipo                   | J  | G  | E | P  | TF  | TC  | DT   | EF  | EC  | BO | BD | Puntos |
| --------------------------------------------------------------- | ------------------------ | -- | -- | - | -- | --- | --- | ---- | --- | --- | -- | -- | ------ |
| 1                                                               | Bantierra Fénix Zaragoza | 22 | 21 | 0 | 1  | 772 | 327 | 445  | 112 | 44  | 18 | 1  | 103    |
| 2                                                               | CAU Valencia             | 22 | 16 | 1 | 5  | 694 | 389 | 305  | 101 | 52  | 13 | 4  | 83     |
| 3                                                               | C. P. Les Abelles        | 22 | 15 | 0 | 7  | 939 | 432 | 507  | 138 | 54  | 15 | 3  | 78     |
| 4                                                               | C. R. Sant Cugat         | 22 | 14 | 0 | 8  | 631 | 560 | 71   | 90  | 74  | 14 | 2  | 72     |
| 5                                                               | R. C. L'Hospitalet       | 22 | 14 | 0 | 8  | 699 | 543 | 156  | 96  | 79  | 13 | 2  | 71     |
| 6                                                               | C. N. Poble Nou          | 22 | 12 | 0 | 10 | 626 | 563 | 63   | 89  | 76  | 13 | 7  | 68     |
| 7                                                               | XV Babarians Calviá      | 22 | 7  | 0 | 15 | 636 | 703 | -67  | 92  | 99  | 12 | 7  | 47     |
| 8                                                               | U. E. Santboiana "B"     | 22 | 8  | 0 | 14 | 433 | 642 | -209 | 59  | 97  | 7  | 4  | 43     |
| 9                                                               | ANDEMEN Tatami R. C.     | 22 | 8  | 1 | 13 | 495 | 727 | -232 | 62  | 102 | 6  | 1  | 41     |
| 10                                                              | Barcelona U. C.          | 22 | 7  | 0 | 15 | 506 | 728 | -222 | 64  | 106 | 8  | 1  | 37     |
| 11                                                              | U. E. R. Montcada        | 22 | 5  | 0 | 17 | 425 | 803 | -378 | 59  | 116 | 7  | 2  | 29     |
| 12                                                              | Tecnidex Valencia        | 22 | 4  | 0 | 18 | 395 | 834 | -439 | 59  | 122 | 7  | 1  | 24     |
| Fuente: Federación Española de Rugby (actualización automática) |                          |    |    |   |    |     |     |      |     |     |    |    |        |

J:Jugados / G:Ganados / E:Empatados / P:Perdidos / TF:Tantos a Favor / TC:Tantos en Contra / DT:Diferencia / EF:Ensayos Favor / EC:Ensayos Contra / BO:Bonus Ofensivo / BD:Bonus Defensivo

### Grupo C
|                                                                 | Equipo                                         | J  | G  | E | P  | TF   | TC  | DT   | EF  | EC  | BO | BD | Puntos |
| --------------------------------------------------------------- | ---------------------------------------------- | -- | -- | - | -- | ---- | --- | ---- | --- | --- | -- | -- | ------ |
| 1                                                               | Ciencias Sevilla R. C.                         | 22 | 22 | 0 | 0  | 1011 | 257 | 754  | 152 | 30  | 19 | 0  | 107    |
| 2                                                               | CRC Pozuelo – Universidad Francisco de Vitoria | 22 | 18 | 0 | 4  | 771  | 320 | 451  | 119 | 43  | 17 | 1  | 90     |
| 3                                                               | C. R. Liceo Francés                            | 22 | 18 | 0 | 4  | 734  | 368 | 366  | 103 | 49  | 12 | 2  | 86     |
| 4                                                               | C. D. Arquitectura                             | 22 | 9  | 1 | 12 | 583  | 567 | 16   | 79  | 77  | 10 | 8  | 56     |
| 5                                                               | Jaén Rugby                                     | 22 | 10 | 0 | 12 | 619  | 636 | -17  | 85  | 85  | 9  | 3  | 52     |
| 6                                                               | Trocadero Marbella                             | 22 | 9  | 0 | 13 | 476  | 740 | -264 | 62  | 99  | 8  | 3  | 47     |
| 7                                                               | Extremadura C. A. R. Cáceres                   | 22 | 8  | 0 | 14 | 504  | 666 | -162 | 68  | 99  | 9  | 5  | 46     |
| 8                                                               | U. R. Almería                                  | 22 | 9  | 0 | 13 | 435  | 622 | -187 | 59  | 86  | 6  | 3  | 45     |
| 9                                                               | A. D. Ing. Industriales Las Rozas              | 22 | 7  | 1 | 14 | 505  | 682 | -177 | 63  | 95  | 8  | 6  | 44     |
| 10                                                              | Sanitas Alcobendas Rugby "B"                   | 22 | 8  | 0 | 14 | 392  | 573 | -181 | 51  | 87  | 6  | 5  | 43     |
| 11                                                              | C. R. Complutense Cisneros "B"                 | 22 | 5  | 3 | 14 | 431  | 677 | -246 | 62  | 95  | 9  | 6  | 41     |
| 12                                                              | Olímpico de Pozuelo R. C.                      | 22 | 6  | 1 | 15 | 429  | 782 | -353 | 57  | 115 | 5  | 1  | 32     |
| Fuente: Federación Española de Rugby (actualización automática) |                                                |    |    |   |    |      |     |      |     |     |    |    |        |

J:Jugados / G:Ganados / E:Empatados / P:Perdidos / TF:Tantos a Favor / TC:Tantos en Contra / DT:Diferencia / EF:Ensayos Favor / EC:Ensayos Contra / BO:Bonus Ofensivo / BD:Bonus Defensivo
- Algunos equipos aparecen en rojo a pesar de no haber quedado últimos o penúltimos, esto es debido a que renunciaron a su plaza en División de Honor B.

## Fase de Ascenso

### Cuartos de final

#### Ida[5]
| División de Honor B de España (Fase de Ascenso); 7 de abril de 2019 | Campus Universitario Ourense R. C. | 0 - 36 | Ciencias Sevilla R. C. | Campus Universitario de Orense, Orense |  |
|                                                                     |                                    |        |                        | Árbitro(s): Luis Fernández             |  |

| División de Honor B de España (Fase de Ascenso); 7 de abril de 2019 | C. R. Liceo Francés | 23 - 6 | Bantierra Fénix Zaragoza | Stade Ramon Urtubi, Madrid      |  |
|                                                                     |                     |        |                          | Árbitro(s): Federico Juan Cosse |  |

| División de Honor B de España (Fase de Ascenso); 7 de abril de 2019 | CAU Valencia | 20 - 30 | Bathco R. C. | Campo de rugby del Río Turia, Valencia |  |
|                                                                     |              |         |              | Árbitro(s): Iñaki Muñoz                |  |

| División de Honor B de España (Fase de Ascenso); 7 de abril de 2019 | CRC Pozuelo – Universidad Francisco de Vitoria | 13 - 31 | Getxo Artea R. T. | Campo de rugby Valle de las Cañas, Pozuelo de Alarcón |  |
|                                                                     |                                                |         |                   | Árbitro(s): Félix Villegas                            |  |

#### Vuelta[6]
| División de Honor B de España (Fase de Ascenso); 13 de abril de 2019 | Ciencias Sevilla R. C. | 57 - 14 | Campus Universitario Ourense R. C. | I. D. La Cartuja, Sevilla    |  |
|                                                                      |                        |         |                                    | Árbitro(s): Pedro Jose Pérez |  |

| División de Honor B de España (Fase de Ascenso); 13 de abril de 2019 | Bantierra Fénix Zaragoza | 14 - 18 | C. R. Liceo Francés | Campo de rugby Pinares de Venecia, Zaragoza |  |
|                                                                      |                          |         |                     | Árbitro(s): Luis Lasala                     |  |

| División de Honor B de España (Fase de Ascenso); 14 de abril de 2019 | Bathco R. C. | 20 - 6 | CAU Valencia | Complejo Municipal Deportivo Ruth Beitia (La Albericia), Santander |  |
|                                                                      |              |        |              | Árbitro(s): Alfonso Mirat                                          |  |

| División de Honor B de España (Fase de Ascenso); 14 de abril de 2019 | Getxo Artea R. T. | 29 - 21 | CRC Pozuelo – Universidad Francisco de Vitoria | Campo de Fadura, Guecho |  |
|                                                                      |                   |         |                                                | Árbitro(s): Luis Santos |  |

### Semifinales

#### Ida[7]
| División de Honor B de España (Fase de Ascenso); 28 de abril de 2019 | Getxo Artea R. T. | 24 - 13 | Ciencias Sevilla R. C. | Campo de Fadura, Guecho          |  |
|                                                                      |                   |         |                        | Árbitro(s): David Joaquín Castro |  |

| División de Honor B de España (Fase de Ascenso); 28 de abril de 2019 | C. R. Liceo Francés | 34 - 47 | Bathco R. C. | Stade Ramon Urtubi, Madrid |  |
|                                                                      |                     |         |              | Árbitro(s): Arnaltz Bilbao |  |

#### Vuelta[8]
| División de Honor B de España (Fase de Ascenso); 5 de mayo de 2019 | Ciencias Sevilla R. C. | 26 - 12 | Getxo Artea R. T. | I. D. La Cartuja, Sevilla |  |
|                                                                    |                        |         |                   | Árbitro(s): Alfonso Mirat |  |

| División de Honor B de España (Fase de Ascenso); 5 de mayo de 2019 | Bathco R. C. | 21 - 12 | C. R. Liceo Francés | Complejo Municipal Deportivo Ruth Beitia (La Albericia), Santander |  |
|                                                                    |              |         |                     | Árbitro(s): Eki Fanlo Antzin                                       |  |

### Final

#### Ida
| División de Honor B de España (Fase Final de Ascenso); 12 de mayo de 2019 | Bathco R. C. | 15 - 22 | Ciencias Sevilla R. C. | Complejo Municipal Deportivo Ruth Beitia (La Albericia), Santander |  |
|                                                                           |              |         |                        | Árbitro(s): Iñigo Atorrasagasti                                    |  |

#### Vuelta
| División de Honor B de España (Fase Final de Ascenso); 19 de mayo de 2019 | Ciencias Sevilla R. C. | 18 - 23 | Bathco R. C. | I. D. La Cartuja, Sevilla |  |
|                                                                           |                        |         |              | Árbitro(s): Iñaki Muñoz   |  |

| Por un resultado global favorable de 40 - 38: Asciende a la División de Honor para la temporada 2019-20: Ciencias Sevilla R. C. |